# Couvent du Saint-Esprit d'Amiens
Le couvent du Saint-Esprit d'Amiens est un monastère de religieuses carmélites situé au Montjoie, sur le territoire de la commune d'Amiens, dans le département de la Somme (France).

## Historique
Le carmel d’Amiens a été fondé le 14 mai 1606. Ce fut le quatrième carmel fondé en France. C'est Isabelle des Anges, l'une des six carmélites espagnoles envoyées en France pour y implanter l'ordre du Carmel réformé par Thérèse d'Avila qui fonda le carmel d'Amiens. De 1614 à 1616, Barbe Acarie (Marie de l’Incarnation) séjourna au carmel d'Amiens.
En 1625, six religieuses du Carmel d'Amiens partirent fonder le carmel de Saint-Denis. En 1636, dix carmélites d'Amiens fondèrent le carmel d’Abbeville. En 1641, ce sont six carmélites amiénoises qui partirent à Compiègne. En 1890, cinq sœurs fondèrent le carmel d’Arras pendant la Révolution française, avec la disparition progressive du clergé régulier entré en clandestinité, le carmel d'Amiens fut fermé et ses biens furent déclarés bien national, conformément à la loi. Cependant, une communauté clandestine parvint à survivre jusqu’à ce que le carmel puisse rouvrir ses portes, en 1799.
Après le vote de la loi sur les associations de 1901, l'existence des congrégations religieuses fut soumise à l'autorisation de l'État. Les religieuses carmélites durent partir en exil en Belgique. Elles rentrèrent en France après la fin de la Première Guerre mondiale.
Le Ccrmel du Saint-Esprit est le plus ancien monastère amiénois en activité.

## Caractéristiques
Les bâtiments actuels du couvent d'Amiens datent de 1965. Ils sont dus à l’architecte Pierre Pinsard. L’architecte François-Xavier Legenne a achevé la chapelle en 1994.